# Pham Xuan Tong
Phạm Xuân Tòng (Ninh Bình, 17 luglio 1947) è un artista marziale vietnamita, fondatore del Qwan Ki Do, un'arte marziale cino-vietnamita..
I suoi maestri sono stati lo zio Pham Tru, della scuola Tradizionale Vietnamita, e Chau Quan Ky, della Scuola cinese. Nel 1968 si è recato in Francia, dove ha conosciuto la cultura occidentale. Nel 1981 ha fondato il Qwan Ki Do.

## Biografia
Nato il 17 luglio 1947 a Ninh Binh, nei pressi della città di Nam Dinh (Tonchino), nel Viêt Nam, incontra all'età di dieci anni il Maestro Chau Quan Ky (Scuola Cinese) che decide di prenderlo come discepolo iniziandolo alle Arti Marziali. Gode anche degli insegnamenti di suo zio Pham Tru (Scuola Tradizionale Vietnamita). Nel 1968 si trasferisce in Francia per completare gli studi, adattandosi così anche alla psicologia .
Il suo messaggio oggi è divulgato attraverso la World Union of Qwan Ki Do - Quan Khi Dao l'Organizzazione che coordina il lavoro di Organizzazioni Nazionali presenti in una trentina di paesi nel mondo.
Autorità pubbliche gli hanno concesso diverse onorificenze: Médaille d'argent de l'Ordre de l'Etoile Civique National 1982 Grand prix Humanitaire De France 1983 Membre de l'Academie Des Sciences de Rome 1981 Présentation exceptionnelle par la Délégation Permanente de l'Ambassade du Viêt Nam auprès de l'UNESCO à Paris 1991. Eletto Maestro dell'anno nel 1982, e Maestro e Personalità dell'anno nel 1983 dal sondaggio delle riviste Samurai-Banzai e Sportivo.